# 大塚利兵衛
大塚 利兵衛（おおつか りへえ、1922年 〈大正11年〉10月31日 - 2021年〈令和3年〉1月6日）は、日本のアナウンサー、フリージャーナリスト。

## 経歴
静岡県藤枝市出身。中央大学時代に学徒動員によりマレーシアにおり、終戦後同国の刑務所で捕虜となる。
1947年に復員帰国して中央大学に復学後、「アナウンサー募集」の広告を見つけて応募し、日本放送協会入局を果たす。同時期入局は小川宏、八木治郎、木島則夫、野村泰治らがおり。入局後はアナウンス職に配属されてNHK釧路放送局、NHK札幌放送局に勤務して東京アナウンス室に異動。東京アナウンス室時代は報道番組を専門としてアナウンスを担当。
アナウンサーとして数々の歴史的事件や場面に遭遇したことでも知られ、自ら現場に向かってその一部始終をくまなくリポートしたことでも知られる。
1954年の洞爺丸台風及びその際に発生した洞爺丸事故の際には、船を雇って事故現場へ向かい、緊迫した様子を自らリポートした。
1959年の伊勢湾台風でも自ら名古屋市内に入り、27日間に亘ってこの台風による猛烈な豪雨などによって水没した地域を取材し、現場取材を重視するアナウンサーとして活躍。大塚は「レポートする前にテレビカメラをのぞいてみました。カメラが広い光景を撮ったとき、どこまで入るのか、ズームしてよるとどれぐらい拡大できるか、確認しました。もう一つは、大変悲惨な情景を目にしているのに、カメラが写しだした映像は、きらきら光る水面の向こうに、家や、松の木があり、後ろには雑木林が見えるきれいな光景でした。このため、水の下には、実は収穫直前の稲も、みんな沈んでいることを、言葉で補わないと、悲惨な現実が伝わらないことを思い知らされました」と述懐している。
1960年10月の浅沼稲次郎暗殺事件に於いてはその当日、日比谷公会堂で開催されていた当時の日本の三大政党党首による公開演説会『三党首立会演説会 -総選挙に臨むわが党の態度-』をラジオ中継で実況しており、日本社会党委員長の浅沼稲次郎が暴漢に襲撃された瞬間を目撃し、その模様をアナウンスしている。
のちに、早朝のワイド番組『スタジオ102』の総合司会を務めた。この他の主な出演番組には『NHKきょうのニュース』（現・『NHKニュース7』の母体）などがある。
アナウンス部専門部長、報道局社会番組専門部長、特別職主幹などを歴任して1982年退職。その後はフリーアナウンサー・ジャーナリストとして活躍。日本商工会議所、全国商工会連合会などで講師を務め、NHKの経済番組『産業情報』などの制作やNHK関連会社、博報堂、電通などのイベントにも携わった。また「農政ジャーナリストの会」に加入して農業問題に取り組んだ。
2021年〈令和3年〉1月6日、東京都日野市にて死去。98歳没。

## 出演番組
- スタジオ102
- NHKきょうのニュース
- あすの資源
- 資源情報'84